# مایکل گانت
مایکل گانت (انگلیسی: Michael Gaunt؛ زاده ۲۳ مهٔ ۱۹۴۶) یک بازیگر پورنوگرافی است.